# Jung Kyung-eun
Jung Kyung-eun (Masan, 20 de março de 1990) é uma jogadora de badminton sul-coreana, medalhista olímpica e especialista em duplas.

## Carreira
Jung Kyung-eun representou seu país nos Jogos Olímpicos de Verão de 2012 conquistando a medalha de bronze, nas duplas femininas ao lado de Shin Seung-chan.